# Sphecosoma melapera
Sphecosoma melapera är en fjärilsart som beskrevs av Paul Dognin 1909. Sphecosoma melapera ingår i släktet Sphecosoma och familjen björnspinnare. Inga underarter finns listade i Catalogue of Life.